# Lethal Injection
Lethal Injection is een album van Ice Cube uit 1993. 
Het is de laatste van een reeks van Ice Cube-soloalbums uit begin jaren 90, zijn volgende soloalbum, War & Peace (Volume 1 The War Disc) zou pas in 1998 komen. 
De teksten op het album zijn iets minder politiek dan zijn vorige, een koers die Ice Cube het volgende decennium zou blijven volgen. De zware beats van zijn vorige album The Predator zijn nu rustiger, waarmee Ice Cube de kant op lijkt te gaan van de G-funk van Dr. Dre. Kenmerkend voor deze koers is het meer dan 11 minuten durende Bop Gun met George Clinton. 
"Ghetto Bird" is een zwaar nummer over de politiehelikopters die de hele nacht over het getto cirkelen. Het meest controversiële nummer is "When I Get to Heaven", een genadeloze aanval op de katholieke kerk. Op "Lil Ass Gee" en "What Can I Do" laat Ice Cube zijn politieke en sociale zelf weer zien. Op "Make It Ruff, Make It Smooth" discussieert Ice Cube met K-dee over wat de beste soort van rappen is. Ice Cube verdedigt de rauwe politieke hardcore gangstarap (ruff), en K-dee de rap over seks en geld (smooth). De 2003 re-release geeft remixen van "You Know How We Do It" en "Lil Ass Gee", en 2 remixen van "What Can I Do?" als bonustracks.
| Nummer | Titel                            | Artiest                   | Duur  |
| ------ | -------------------------------- | ------------------------- | ----- |
| 1      | Shot (Intro)                     | Ice Cube                  | 0:54  |
| 2      | Really Doe                       | Ice Cube                  | 4:28  |
| 3      | Ghetto Bird                      | Ice Cube                  | 3:50  |
| 4      | You Know How We Do It            | Ice Cube                  | 3:52  |
| 5      | Cave Bitch                       | Ice Cube                  | 4:17  |
| 6      | Bop Gun (One Nation)             | Ice Cube & George Clinton | 11:17 |
| 7      | What Can I Do?                   | Ice Cube                  | 4:39  |
| 8      | Lil Ass Gee                      | Ice Cube                  | 4:04  |
| 9      | Make It Ruff, Make It Smooth     | Ice Cube & K-Dee          | 4:23  |
| 10     | Down for Whatever                | Ice Cube                  | 4:39  |
| 11     | Enemy                            | Ice Cube                  | 4:50  |
| 12     | When I Get to Heaven             | Ice Cube                  | 5:03  |
|        | 2003 Re-Release Bonus Tracks:    |                           |       |
| 13     | What Can I Do? [Westside Remix]  | Ice Cube                  | 4:27  |
| 14     | What Can I Do? [East Side Remix] | Ice Cube                  | 4:46  |
| 15     | You Know How We Do It [Remix]    | Ice Cube                  | 4:23  |
| 16     | Lil Ass Gee [Eerie Gumbo Remix]  | Ice Cube                  | 5:21  |